# Inca Roca
Inca Roca (quechua: Inka Ruq'a)fue el sexto gobernante del Curacazgo del Cuzco y el primer inca de la dinastía Hanan Qusqu. Llegó al poder mediante un golpe de Estado contra el Inca Cápac Yupanqui, restaurando de esta manera la diarquía que consistía en dar el gobierno a la dinastía Hanan Qusqu y el sacerdocio a la dinastía Hurin Cuzco (en ortografía quechua, Urin Qusqu).

## Biografía

### Gobierno

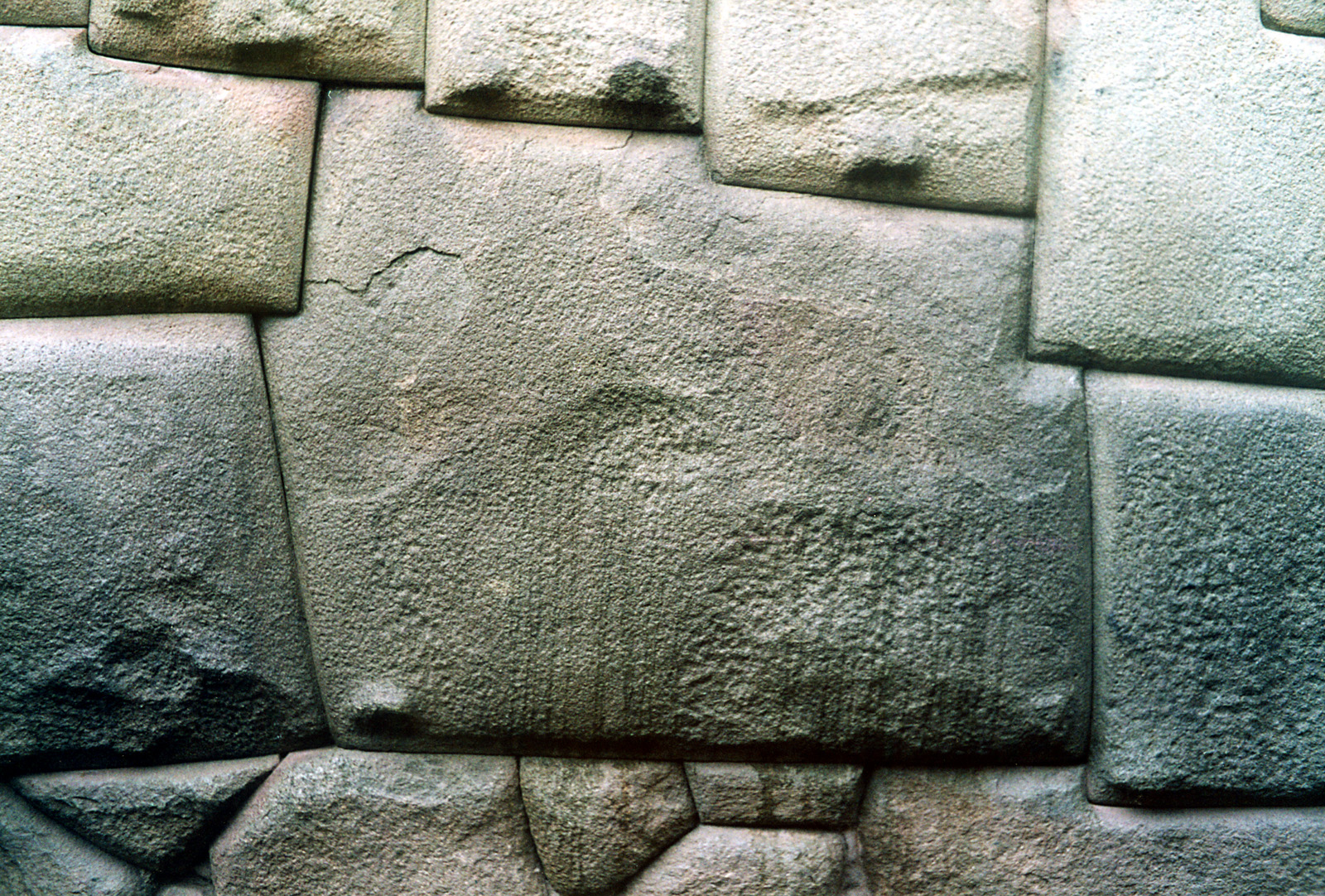
La Piedra de los 12 ángulos se encuentra en el palacio de Inca Roca (Hatun Rumiyoq).

Un golpe de Estado contra los Hurin Cuzco organizado por los Hanan Cuzco llevó al poder a Inca Roca. Fue el primero en ser llamado Sapa Inca (gobernador supremo). Sin embargo, permitió que un jefe de los Hurin resida en el Inticancha, encargado de los asuntos religiosos, como máximo sacerdote del sol, con el título de Willac Umu, mientras él, como jefe de los Hanan, tomaba el control de los asuntos políticos, militares y económicos del reino.
Inca Roca levantó el nuevo palacio real en la actual calle Hatun Rumiyoq, en los solares que parcialmente ocupa el Palacio Arzobispal. Aunque el Inca Garcilaso de la Vega afirmó que Inca Roca levantó su palacio en Qora Qora, en la esquina que hoy forman la Plaza de Armas del Cuzco - la antigua Haucaypata - y el pasaje Procuradores, su afirmación no tiene validez porque la plaza incaica original, así como todos los edificios que la rodearon, fueron obra de Pachacútec y sus sucesores.
Inca Roca fue el definitivo fundador del Yachaywasi ('casa del conocimiento'), la institución en donde los varones adolescentes de la nobleza incaica eran preparados con los conocimientos necesarios (la lengua quechua, la religión oficial, el manejo de los quipus y el arte militar) para ejercer los cargos más importantes dentro del estado.
Como jefe militar, Inca Roca atacó a las etnias de Masca, Cautomarca, Quiquijana y Pinagua, venciendo a esta última etnia definitivamente. Fue una gran victoria tomando en cuenta que los Pinagua eran la mitad del poderoso señorío de Ayarmaca. Posteriormente contrató a los ejércitos de las etnias de Canas y Canchis para combatir a los Chancas, lo cual en realidad fue un error pues los Chancas querían conquistar a los ayarmacas y no a los incas (todavía).

### Muerte
Inca Roca falleció alrededor de 1380 en el Cuzco. Engendró muchos hijos pero el que sucedería su trono sería Yáhuar Huácac, su hijo menor nacido de su esposa principal Mama Micay, miembro la etnia de Huallacanes.